# Joseph Marie Pietri
Joseph Marie Piétri, dit Joachim Piétri, est un homme politique français du XIXe siècle, né le 25 février 1820 à Sartène, mort dans la même ville le 4 janvier 1902.

## Biographie
Après des études de droit à Paris, il devient avocat à Sartène et soutient la révolution de Février 1848. Nommé sous-préfet à Argentan, il se rapproche ensuite de Louis-Napoléon Bonaparte et devient sous-préfet de Brest, puis préfet de l'Ariège, du Cher et de l'Hérault en 1862. Nommé enfin préfet du Nord, il devient préfet de police de Paris le 21 février 1866.
À la chute de l'Empire, il quitte la France et se rend auprès de Napoléon III. En 1873, il obtient une pension de retraite et devient ensuite un des membres les plus actifs du comité directeur bonapartiste.
Conseiller général de Corse, il est élu sénateur de ce département le 22 juin 1879, comme bonapartiste. Il siège à droite, dans le groupe de l'Appel au peuple. Il est cependant battu le 25 janvier 1885.
Grand officier de la Légion d'honneur, il était le frère de Pierre Marie Pietri.

## Iconographie
- Buste en bronze de 1864 par Albert-Ernest Carrier-Belleuse, conservé au Château de Compiègne